# 愛知県道260号亀崎停車場線

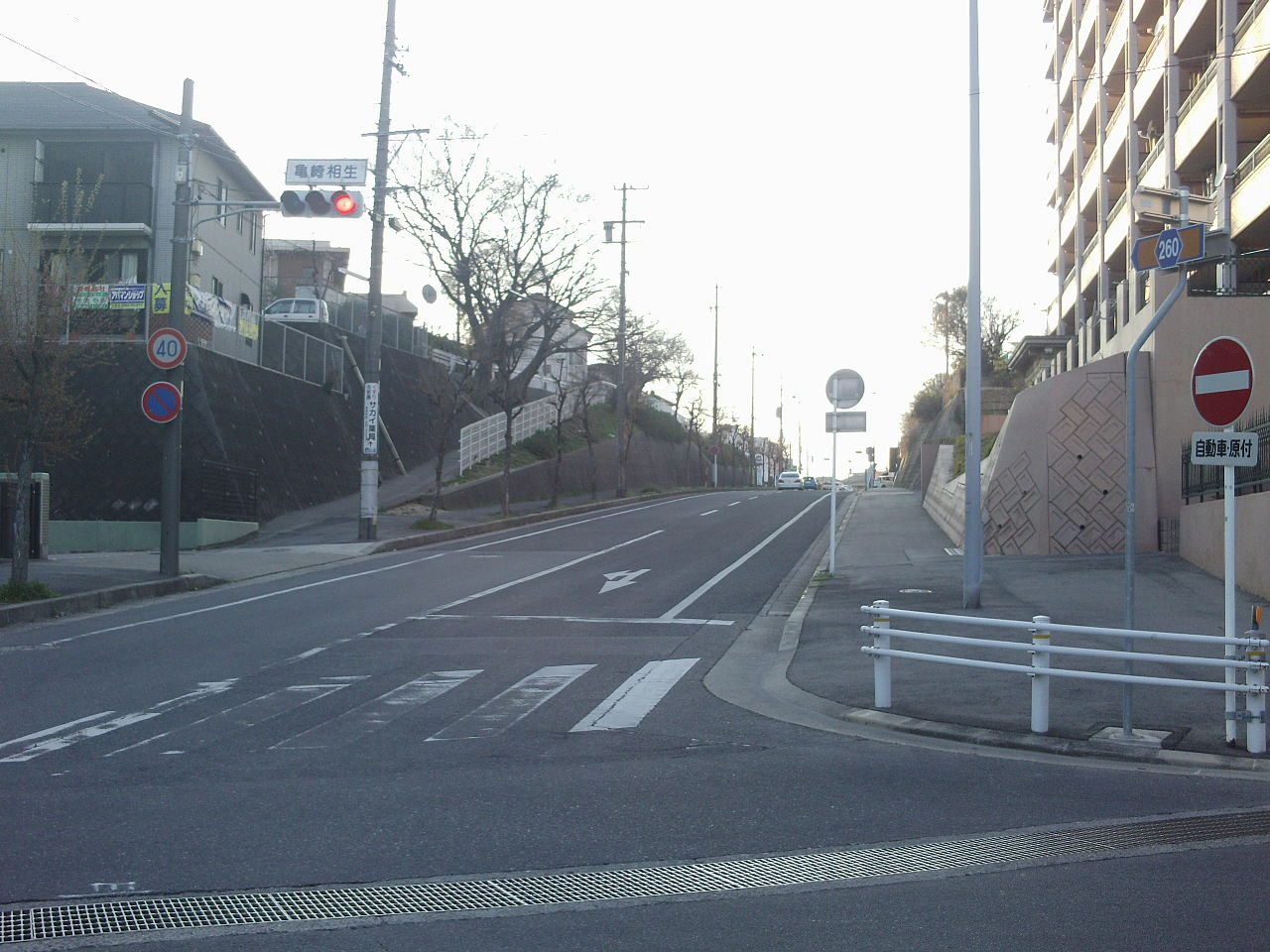
亀崎の丘陵を登り、程なくすればJR武豊線亀崎駅に辿り着く。

愛知県道260号亀崎停車場線（あいちけんどう260ごう かめざきていしゃじょうせん）は、愛知県半田市内を走る一般県道である。

## 概要

### 路線データ
- 起点：亀崎停車場
- 終点：愛知県半田市亀崎相生町
- 全長：約0.3 km

## 沿革
- 1959年12月15日 認定[1]

## 地理

### 交差する道路
- 国道366号（相生交差点）

### 沿線
- JR武豊線 亀崎駅